# Artystone trysibia
Artystone trysibia is een pissebed uit de familie Cymothoidae. De wetenschappelijke naam van de soort is voor het eerst geldig gepubliceerd in 1866 door Schioedte.